# إسحاق مورينو
إسحاق مورينو (بالإسبانية: Isaac Moreno)‏ (25 يوليو 1982 بمدينة مكسيكو في المكسيك - ) هو لاعب كرة قدم مكسيكي في مركز الوسط.

## وصلات خارجية
- إسحاق مورينو على موقع قاعدة بيانات كرة القدم.إي يو (الإنجليزية)